# Free (álbum de Libera)
Free es un álbum del grupo de voces blancas londinense Libera, publicado en 2004. Se trata del primero que lanzaron con el sello discográfico EMI Classics. Posteriormente, fue reeditado en 2014.
En este álbum, Prizeman va más allá del uso de la instrumentación como apoyo de las voces para crear texturas en las que ambos elementos se funden, acercándose a géneros como el downtempo y el ambient.

## Lista de canciones
Todas las canciones escritas y compuestas por Robert Prizeman, excepto 4 (Walter de la Mare / Robert Prizeman), 5 y 13 (Robert Prizeman / Ian Tilley), 7 (tradicional), 9 (Gustav Holst) y 12 (Jean Sibelius). 
| N.º   | Título                                                                     | Duración |  |
| 1.    | «I Am The Day» (solista: Ben Crawley)                                      | 4:43     |  |
| 2.    | «Stay With Me» (solistas: Joseph Platt y Joseph Sanders-Wilde)             | 3:33     |  |
| 3.    | «Voca Me» (solistas: Christopher Robson, Joseph Platt y Anthony Chadney)   | 4:48     |  |
| 4.    | «A Song Of Enchantment» (solista: Ben Crawley)                             | 4:33     |  |
| 5.    | «Ave Verum»                                                                | 4:21     |  |
| 6.    | «Do Not Stand At My Grave And Weep» (solistas: Ben Crawley y Joseph Platt) | 2:40     |  |
| 7.    | «When A Knight» (solista: Joseph Platt)                                    | 2:21     |  |
| 8.    | «A New Heaven» (solista: Anthony Chadney)                                  | 4:08     |  |
| 9.    | «I Vow To Thee My Country» (solista: Ben Crawley)                          | 3:18     |  |
| 10.   | «Lament»                                                                   | 4:17     |  |
| 11.   | «Twilight» (solistas: Ben Crawley y Christopher Robson)                    | 4:18     |  |
| 12.   | «Be Still My Soul»                                                         | 3:59     |  |
| 13.   | «Adoramus» (solistas: Raoul Neumann y Joseph Platt)                        | 4:17     |  |
| 51:16 |                                                                            |          |  |

## Créditos[5]
- Robert Prizeman - Compositor, música, letra, director, productor
- Ian Tilley - Coproductor, letra, teclados, órgano, percusión, piano
- Ben Crawley - Asistente de producción, voz
- Ben Crawley, Joseph Platt, Joseph Sanders-Wilde, Christopher Robson, Anthony Chadney, Raoul Neumann - Solistas
- Steven Geraghty - Asistente de producción, clarinete
- Fiona Pears - Violín
- Helen Cole - Arpa
- Chris Dodd - Percusión
- Sam Coates - Asistente de producción
- Tony Cousins - Masterización
- Frank Baron, Simon Fowler - Fotografía
- Keith Gray - Diseño
- Laurie Borthwick - Traducción
- Barbara Geraghty - Administración